# モンスターファームシリーズ
モンスターファームシリーズは、テクモ（現・コーエーテクモゲームス）が製作したテレビゲームのシリーズ。通称「MF（エムエフ）」「モンファー」。2007年時点でゲームシリーズの累計販売本数は400万本を達成。

## 概要
1997年に発売したモンスターを育てて戦わせるテレビゲーム。このゲームの最大の特徴は、音楽CD（PSやPS2のソフトディスクも可）を読み込ませることでモンスターが誕生するシステムである（同様のシステムからなるゲームとしては、1993年にキングレコードから『CDバトル 光の勇者たち』（PCエンジン）が発売されている。また、ゲームと関係ないものからゲームアイテムを生み出すという発想はバーコードバトラーにも類似する）。
モンスターの種類は、数多く存在する。詳細は「モンスターファームのモンスター一覧」を参照。

## 世界観

### 古代三神
古代において人々に崇められていた3人の神々。『モンスターファーム4』では各地に神殿が残されている。
フレリア
古代三神の1体。ガダモンとは仲が悪い。トチカ人とする説がある。
ガダモン
古代三神の1体。フレリアとは仲が悪い。トチカ人とする説がある。
ブラグマ
古代三神の1体。

### モンスター関連
モンスター
円盤石に封印されているモンスター。同じモンスターでも土地によって個体差がある。
円盤石
モンスターが封印されている石。トカゲのモンスターの絵が石に表れている。円盤石1個につき1体のモンスターが封印されている。

### 団体
FIMBA
最古の団体で、モンスター文化の中心。モンスターバトルではIMaに劣る。
IMa
FIMBAを基に作られた団体。モンスターバトルに力を注いでおり、トレカジ育成によるモンスター強化を行っているが、育成の原因でモンスターノラモンが増えている。
若いブリーダーが所属している。
AGIMA
新しい団体で最新の技術、システムを取り入れる。モンスターの医学が進んでいる。
エリブススクール
FIMBAとIMaが協力して設立したブリーダー学校。卒業後はFIMBA、IMaのどちらかに所属するEランクのブリーダーとなる。

### その他
古代技術
古代人がモンスターを強化するために使用した技術だが、モンスターの体、精神を蝕む。
トチカ人
モンスターの育成と再生を行う人々。トチカ人は自らの技術を広めた。プロミアス遺跡にトチカ人の血を受け継いでいる人々がいる。
トチカ人が使用していた神殿は天空に浮かんでいたとされる。
古代三神のガダモンとフレリアはトチカ人ではないかとする説がある。
空白の時代
トチカ人がモンスターを広めた時代と現代の間。
カウレア火山
ヒノトリが生まれ変わる火山。
世界の滅び
モンスターファームの世界は2度滅んだとされる。ヒノトリ、ゴビ、ラグナロック、ムーが存在していた。

## ゲーム一覧
| 1997 | モンスターファーム                                 |
| 1998 |                                                    |
| 1999 | モンスターファーム2                                |
| 1999 | モンスターファームGB                               |
| 2000 | モンスターファームバトルカード                     |
| 2001 | モンスターファーム                                 |
| 2001 | モンスターファームジャンプ                         |
| 2001 | モンスターファームアドバンス                       |
| 2002 | モンスターファームアドバンス2                      |
| 2003 | モンスターファーム4                                |
| 2004 |                                                    |
| 2005 | モンスターファーム5 サーカスキャラバン             |
| 2006 |                                                    |
| 2007 | かいて しゃべって はじめよう!モンスターファームDS  |
| 2008 | モンスターファームDS2 甦る!マスターブリーダー伝説! |
| 2008 | モンスターファームオンライン                       |
| 2009 | モンスターファームラグーン                         |
| 2010 |                                                    |
| 2011 |                                                    |
| 2012 |                                                    |
| 2013 |                                                    |
| 2014 |                                                    |
| 2015 |                                                    |
| 2016 |                                                    |
| 2017 |                                                    |
| 2018 |                                                    |
| 2019 | モンスターファーム(移植版)                         |
| 2020 | モンスターファーム2(移植版)                        |
| 2021 |                                                    |
| 2022 | ウルトラ怪獣モンスターファーム                     |

### モンスターファーム（PS）
1997年7月24日、PS。
CDからモンスターが誕生するという売り文句で誕生した第1作。通称：MF1。ディレクターは高宮孝治。
プレーヤーはブリーダーとなりモンスターの再生と合体を繰り返し、自分だけのモンスターを育てて大会に出場し、成績に応じて上昇するブリーダーランクを最高位の「名人」にするのが目的だが、これといって大きな制約やイベントも存在しないため、非常に自由度の高いゲームと言える。 通常画面は2D背景にポリゴンのモンスター。図鑑機能やゲーム進行度に応じた隠しモンスターの存在も楽しめる。
作中の一番の醍醐味は対戦で、モンスターの行動力（ガッツ）を貯め、それを消費して技を繰り出すというシンプルな形式ながら、モンスターごとに技の性能やガッツの溜まるスピード、それによるダメージの補正等が異なり、高い戦略性が評価されている。発売初期から対戦モードによるイベントが各地で実施され、モンスター甲子園という全国大会も開催された。また、種類ごとに豊かな個性を持つモンスターを育て、仕草や表情を見るという育成ゲームとしての楽しみも大きい。
2019年にiOS、Android、Nintendo Switch向けの移植版が配信された。

### モンスターファーム2
1999年2月25日、PS。通称：MF2。モンスターの種類の大幅増加、戦闘中の状態変化など、対戦における戦略性に深みが増しファンの中でも名作として名高い。ディレクターは力丸雄人。
画面がフルポリゴンと成った以外は前作と大きな変化は無いが、ゲームの難易度がシリーズ中最も高く（強いモンスターを育成するという点で）設定されている。時代設定は前作の数年後で、データを一部受け継げる「石版」機能が存在するほか、前作のキャラクターも登場する。また、前作に引き続きモンスター甲子園も開催され、大会用モンスターを作成するための育成方法として、「バナナ育成」という言葉も生まれた。
プレイヤー同士のプライベートオフ会対戦では、いまだに本作を用いることが多い。
2020年9月17日にNintendo Switch、iOS、Android向けの移植版が配信された。

### モンスターファームバトルカードGB
1999年12月24日、GB。モンスターファームを題材としたカードゲームが発売され、それに平行するような形で発売された作品。
ゲーム本来のガッツと技の駆け引きが忠実に再現された斬新なルールで、ひとつのカードゲームとしても人気があった。ソフトには初回特典として公式カードゲーム版の限定カードが同梱されていた。

### モンスターファームバトルカード
2000年3月23日、PS。モンスターファームバトルカードGBと同じく作品本編とは異なり、公式カードゲームを題材とした作品。
作品本編のCD再生機能により、CDからカードを生み出してコレクションに加えることができた。公式カードの第3弾までが収録されており、前作に比べてカードの数、登場キャラクターの数が大幅に増加した。ソフトには初回特典として前作とはまた違った公式カードゲーム版の限定カードが同梱されていた。

### ソロモン
2000年9月25日、ゲームボーイカラー用ソフト。ソロモンの鍵にモンスターファームのモンスターが登場する作品。

### モンスターファーム（PS2）
2001年3月22日、PS2。モンスターファーム本編3作目。作品名が第1作と被るため、こちらはPS2MFやMF3と略されることが多い。
ハードがPlayStation 2に移行され、CDに加えてDVDからもモンスターの再生が可能になった。システムが過去本編2作品とは異なり、合体が無くなり、新たに「地域派生」「モンスターハート」「図鑑再生・交換」などの機能が付いた。
MF2に引き続き大会用にパラメータ最高値のモンスターを作成する育成方法として「ランラン育成」、大会用モンスターを作成するにあたっての土台を作成するための「シネシネ育成」などの言葉が生まれた。

### モンスターファームジャンプ
2001年3月22日、PS。モンスターファームシリーズ初めてのアクションゲーム。
モッチーやハムなどのMFシリーズの顔となるモンスターがホッピングに乗り、ステージのゴールを目指す。ステージは1〜99まであり、後半になるほど難しくなっている。エディットモードもある。なお、このCDをモンスターファーム2で再生するとレアモンが誕生する。

### モンスターファームアドバンス
2001年12月7日、GBA。
携帯機種に移植され、特色であった円盤石再生は不可能になり、文字を打ち込むことによってモンスターを再生するという文字盤再生に代わった。
レアモンもこの文字列の組み合わせから多数誕生した。
- 例：「りゅうゴジラ」　りゅう=ドラゴン　ゴジラ=レア種→ディーヴァ：MAINドラゴン　SUB???

モンスターは寿命を過ぎると能力値が上がらなくなり、それをコーチとして設定すると、コーチの能力に応じてパラメータが上がりやすくなるという新しいコーチシステムが登場した。今作品では大会でのパラメータUPが非常に大きく、ALL999への育成は回復アイテムを投与しつつ、冬眠、復活を繰り返し大会に連続して出すという方法が取られた。
なお、通信対戦やモンスター交換も対応し、通信対戦による大会も行われた。

### モンスターファームアドバンス2
2002年10月25日、GBA。

### モンスターファーム4
2003年8月14日、PS2。
前作と大きく変わっていることと言えばストーリーが大きい事と多数同時に育成できること。そのため育成ゲーム+RPGといったようなゲームになっている。CDからモンスターを再生する点は同じだが、ゲームCDからレアモンスターが出ることや敵モンスターの急激な弱体化が目立ち、ゲームクリア難易度はPSのソフトで出た2作品よりはかなり低いという声が多い。また、シリーズでもっとも評価の高いMF2の路線を意識して作られた部分が随所に見られる。
サルゲッチュのピポサルも登場。

### モンスターファーム5 サーカスキャラバン
2005年12月8日、PS2。今回は育成RPGとしてリリースされた。主人公もブリーダーではなく、サーカス団の一員であり、内容もストーリーを追う形となる。
サーカスを舞台としているので、育成スタイルなどはこれまでのシリーズ作品と大きく異なる。なお、この作品を題材にしたアニメーション「結成!!オルコロサーカス」が作られ、前編は店頭配布、後編は初回特典という形でつけられた。
どこでもいっしょの井上トロもゲーム中に登場する。

### かいて しゃべって はじめよう!モンスターファームDS
2007年7月12日、DS。
シリーズ誕生10周年記念作品。ニンテンドーDSの特徴を生かし「かいたり」「しゃべったり」してモンスターを育成する。図形を落書きする「魔方陣再生」や単語を音声認識する「呪文再生」、そしてゲームボーイアドバンスカートリッジを読み込ませる「石版再生」も可能。Wi-Fi通信に対応しており、育成した自慢のモンスターを大会に出場させてランクアップを目指したり、合体させて新しいモンスターを誕生させることもできる。また、6つあるパラメータ（ライフ、力、賢さ、命中、回避、丈夫さ）の限界値が2000、トータルで6000というシステムで、プレイヤーの個性や戦略がより反映される形となった。数量限定予約特典の「魔法陣プレート」にあいた9つの穴にタッチペンを差し込んで塗りつぶすと、色々なモンスターが誕生する。9つの穴を「塗る」「塗らない」の組み合わせで作り出す魔法陣は全部で512通り。
エンターブレインのファミ通の編集長バカタール加藤編集長がゲスト出演。

### モンスターファームDS2 甦る!マスターブリーダー伝説!
2008年8月7日、DS。従来のシリーズではリリースを重ねるごとにモンスターのグラフィックやシステムが様変わりしていったが、本作では原点回帰を掲げ、『1』と『2』の路線に戻ることが発表されている（現在公式サイトがリニューアルされたためこの記述は消えている）。そのため公開されているグラフィックは『1』や『2』に近いものになっている。ただしモンスターのデザインや技などは3以降のものを使用している。

### モンスターファームオンライン
モンスターファームシリーズの10周年記念作品。テクモの開発、ゲームポットの運営であった。
当初の予定では2006年度の冬にサービスを開始するはずだったが、様々な理由で延期がなされ、2007年12月21日からクローズドベータテストが開始されることとなった。2008年3月25日正式サービス開始。2008年11月3日に運営休止した。

### モンスターファームラグーン
運営休止となった『モンスターファームオンライン』の後継作である。『モンスターファームオンライン』と同じくテクモが開発し、ゲームポットが運営する。『モンスターファームオンライン』からはデータは引き継がれない。
2009年11月26日より先行ベータテストが開始された。
2010年7月1日にサービス維持が困難との理由からサービス終了が発表され、2010年8月31日に全てのサービスが終了。

### ウルトラ怪獣モンスターファーム
2022年10月20日、Nintendo Switch。
ウルトラシリーズとのコラボ作品。コーエーテクモ開発、バンダイナムコエンターテインメントより発売。

### モバイル配信用のシリーズ
モンスターファーム トラベル
携帯電話用のモンスターファーム。NTTドコモとau、J-PHONEに機種対応している。位置エリア探索機能を使ってアクセスした時間や場所によって様々な種類のモンスターが誕生する。
モンスターファームPOP&POP2
携帯電話用のモンスターファーム。NTTドコモとauに機種対応している。搭載カメラに写した画像をもとにモンスターを出現させることができる。
モンスターファームPOPバトルオンライン
携帯電話用のモンスターファーム。利用者同士のモンスターがバトルできる。NTTドコモとauに機種対応している。
マジカルドロップモンスターファーム5
2005年12月5日にiアプリでリリース。パズルゲーム『マジカルドロップDX』のキャラクターを『5』に置き換えたコラボレーション作品。
100万人のモンスターファーム
2010年12月15日から2014年4月30日まで配信されていたモンスターファームを題材にしたソーシャルゲーム。Mobage。
LINE：モンスターファーム
2023年2月28日から配信されているゲーム。

## テレビアニメ
第1期『モンスターファーム 〜円盤石の秘密〜』（モンスターファーム えんばんせきのひみつ）が1999年4月3日から2000年3月25日まで全48話で放送された。その続編として第2期『モンスターファーム 〜伝説への道〜』（モンスターファーム レジェンドへのみち）が2000年4月1日から同年9月30日まで全25話で放送された。